# 沖繩麵條
沖繩麵條，或稱琉球麵條，是一種在琉球常見的麵條，也是琉球料理中的菜色之一。
雖然日語的そば原指蕎麥或蕎麥麵條，但琉球麵條并不使用蕎麥，而用小麥的麵粉加工，反而類似日本本土也有使用麵粉生產的烏龍麵。但兩者間的不同，在於琉球麵條時添加草灰的澄清液或鹼水提高彈性，帶淺黃色，有點像蘭州的拉麵和廣東麵條，而日本本土的烏龍麵條則只靠食鹽添加彈性和口感，顏色很白。
琉球各地的麵條形狀各有不同，沖繩本島的麵條的切成略扁的長條。八重山諸島、宮古群島麵條的斷面圓，分別稱為八重山麵條（八重山すば）和宮古麵條（宮古すば），大東群島也有大東麵條。

## 食用
切好的麵條用開水煮熟，撈出後，拌點油備用。市場上賣的麵條大部分也是這種先煮好的，也有掛麵和油炸過的方便麵等。琉球麵條可作湯麵，常用的煮湯材料有豬肉、柴魚、海帶、醬油等。在食用之前，重新用開水燙一湯、瀝水、加湯、放點豬肉、魚糕片、蔥花等。豬肉一般有煮嫩的五花肉、排骨、豬腳，也可以放炒蔬菜等，按食客自己的喜好而定。此外，還可加點紅色的醋薑絲和泡琉球指天椒的辣酒。
日本的麵條業界定10月17日為沖繩麵條日，這是因為公正交易協議會於1978年10月17日時，規定《關于生麵條類表示的公正競爭施行規則》附表上加一項「正宗沖繩麵條」。

## 外部連結
- 沖繩生麵協同組合 （页面存档备份，存于） （日語）